# Henryk Mercik
Henryk Krzysztof Mercik (ur. 20 lutego 1969 w Chorzowie) – polski architekt, konserwator zabytków i samorządowiec, w latach 2015–2018 członek zarządu województwa śląskiego, działacz Śląskiej Partii Regionalnej oraz Ruchu Autonomii Śląska.

## Życiorys

### Wykształcenie i działalność zawodowa
Absolwent I Liceum Ogólnokształcącego im. Juliusza Słowackiego w Chorzowie (1988). W 1995 ukończył studia na Wydziale Architektury Politechniki Śląskiej, uzyskując tytuł zawodowy magistra inżyniera architekta. W 2004 na uczelni macierzystej obronił rozprawę doktorską pt. Zespoły mieszkaniowe z przełomu XIX i XX wieku. Ich rozwój oraz wpływ na urbanizację terenu Górnego Śląska (na przykładzie obszaru dzisiejszego miasta Ruda Śląska). Został też nauczycielem akademickim na Politechnice Śląskiej, na której objął stanowisko adiunkta.
W latach 1999–2008 był miejskim konserwatorem zabytków w Rudzie Śląskiej. W 2008 został miejskim konserwatorem zabytków w Chorzowie. W 2011 uzyskał uprawnienia rzeczoznawcy Stowarzyszenia Konserwatorów Zabytków (w dziedzinie architektura i budownictwo). Jest członkiem Izby Architektów Rzeczypospolitej Polskiej. W 2018 wszedł w skład rady Śląskiej Okręgowej Izby Architektów RP.
W 2022 objął funkcję miejskiego konserwatora zabytków w Rybniku.

### Działalność publiczna
W 2002 i 2006 bez powodzenia kandydował do sejmiku województwa śląskiego z listy Ruchu Autonomii Śląska. W 2010 został wybrany na radnego IV kadencji. W 2014 uzyskał reelekcję. Jednocześnie kandydował w wyborach na prezydenta Rudy Śląskiej, zajmując 6. miejsce spośród 10 kandydatów. W latach 2014–2015 pełnił funkcję wiceprzewodniczącego sejmiku śląskiego. 22 czerwca 2015 wybrany na członka zarządu województwa śląskiego. W 2015 został przewodniczącym Zespołu ds. Utworzenia Muzeum Hutnictwa w Chorzowie powołanego przez prezydenta miasta Chorzów. W 2017 został założycielem i liderem Śląskiej Partii Regionalnej (zarejestrowanej w 2018). W czerwcu 2018 stanął na czele jej rady politycznej. W wyborach samorządowych w tym samym roku bezskutecznie ubiegał się o reelekcję do sejmiku. W tym samym roku zakończył pełnienie funkcji członka zarządu województwa.
W wyborach w 2019 kandydował do Senatu RP jako kandydat Koalicji Obywatelskiej w okręgu nr 74. Reprezentował Śląskie Porozumienie Wyborcze, w skład którego wchodziły Śląska Partia Regionalna, Ruch Autonomii Śląska, Towarzystwo Społeczno-Kulturalne Niemców Województwa Śląskiego oraz Niemiecka Wspólnota „Pojednanie i Przyszłość”. W wyborach zajął 2. miejsce wśród 4 kandydatów, uzyskując 52 117 głosów. W lutym 2021 został przewodniczącym Śląskiej Partii Regionalnej. W październiku 2022 odwołano go z tej funkcji (Henryk Mercik nie uznał tej decyzji, jednak zmianę przewodniczącego zatwierdził Sąd Okręgowy w Warszawie). Partię wyrejestrowano w styczniu 2023.

## Wyróżnienia
W 2016 otrzymał Honorową Odznakę Izby Architektów Rzeczypospolitej Polskiej I stopnia oraz Medal im. Profesora Zygmunta Majerskiego przyznawany przez kapitułę powołaną przy Wydziale Architektury Politechniki Śląskiej. W 2017 został uhonorowany nagrodą diecezji katowickiej Kościoła Ewangelicko-Augsburskiego w RP „Śląski Szmaragd”.